# Van Horne (Iowa)
Van Horne es una ciudad ubicada en el condado de Benton en el estado estadounidense de Iowa. En el Censo de 2010 tenía una población de 682 habitantes y una densidad poblacional de 417,97 personas por km².

## Geografía
Van Horne se encuentra ubicada en las coordenadas 42°0′35″N 92°5′22″O / 42.00972, -92.08944. Según la Oficina del Censo de los Estados Unidos, Van Horne tiene una superficie total de 1.63 km², de la cual 1.63 km² corresponden a tierra firme y (0%) 0 km² es agua.

## Demografía
Según el censo de 2010, había 682 personas residiendo en Van Horne. La densidad de población era de 417,97 hab./km². De los 682 habitantes, Van Horne estaba compuesto por el 98.97% blancos, el 0% eran afroamericanos, el 0.29% eran amerindios, el 0.15% eran asiáticos, el 0% eran isleños del Pacífico, el 0% eran de otras razas y el 0.59% pertenecían a dos o más razas. Del total de la población el 0.88% eran hispanos o latinos de cualquier raza.